# Thrypticus minor
Thrypticus minor är en tvåvingeart som beskrevs av Aldrich 1896. Thrypticus minor ingår i släktet Thrypticus och familjen styltflugor. Inga underarter finns listade i Catalogue of Life.